# A252-es autópálya (Németország)
Az A252-es autópálya (németül: Bundesautobahn 252) egy autópálya Németországban. Hossza 1,5 km.